# El Salvador
El Salvador, ufficialmente Repubblica di El Salvador (in spagnolo República de El Salvador; letteralmente Repubblica Del Salvatore), è uno Stato dell'America centrale, confina a nord-ovest con il Guatemala e a nord e a est con l'Honduras. È bagnato a sud e a ovest dall'oceano Pacifico. A sud-est è separato dal Nicaragua dal golfo di Fonseca. È lo Stato meno esteso, ma anche il più densamente popolato, della regione centroamericana.
Dal 1980 al 1992 fu teatro di una guerra civile fra le forze armate governative e le forze insurrezionali del Fronte Farabundo Martí per la Liberazione Nazionale (FMLN), dopo la quale è iniziato il processo di pacificazione e democratizzazione del Paese.
La struttura economica è stata per lungo tempo basata in gran parte su una fiorente agricoltura di piantagione (caffè, cotone, canna da zucchero), con la maggior parte delle terre concentrata nelle mani di pochi latifondisti. In tempi più recenti ha avviato un processo di industrializzazione e di diversificazione dell'economia.

## Storia

### Le origini e la colonizzazione

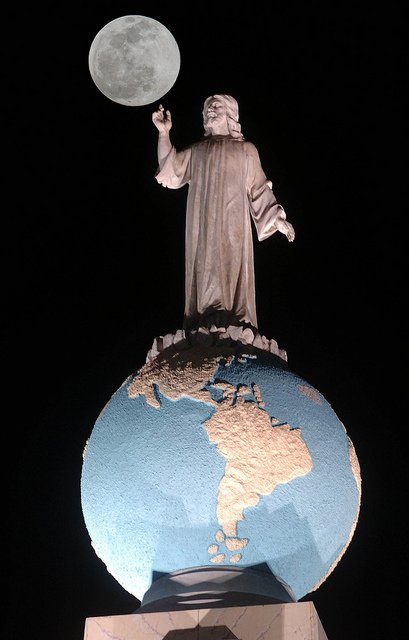
Monumento al Divino Salvador del Mundo

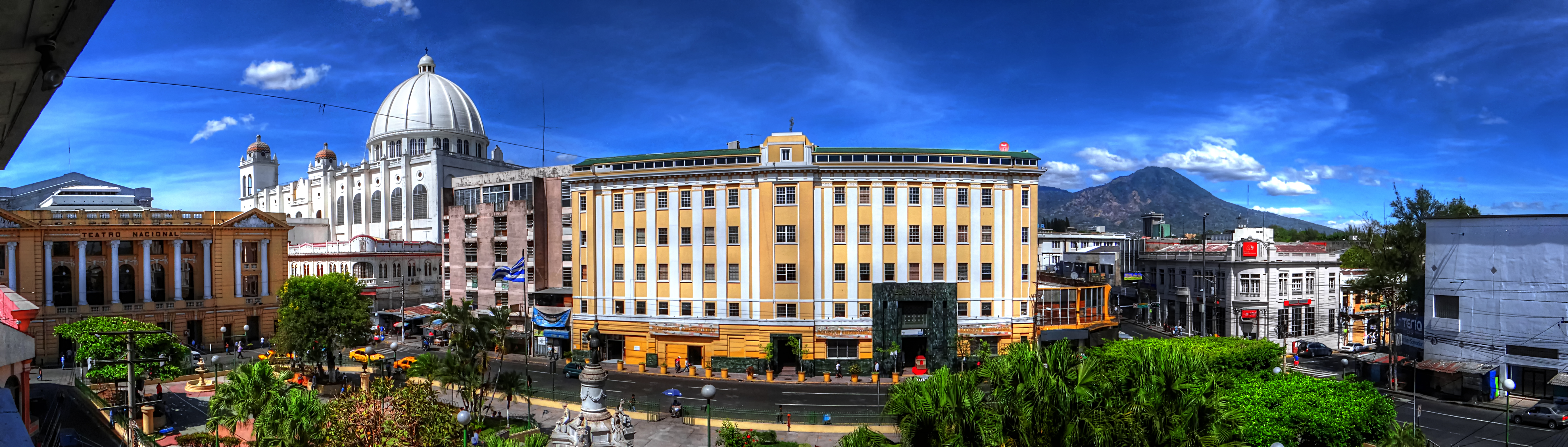
San Salvador

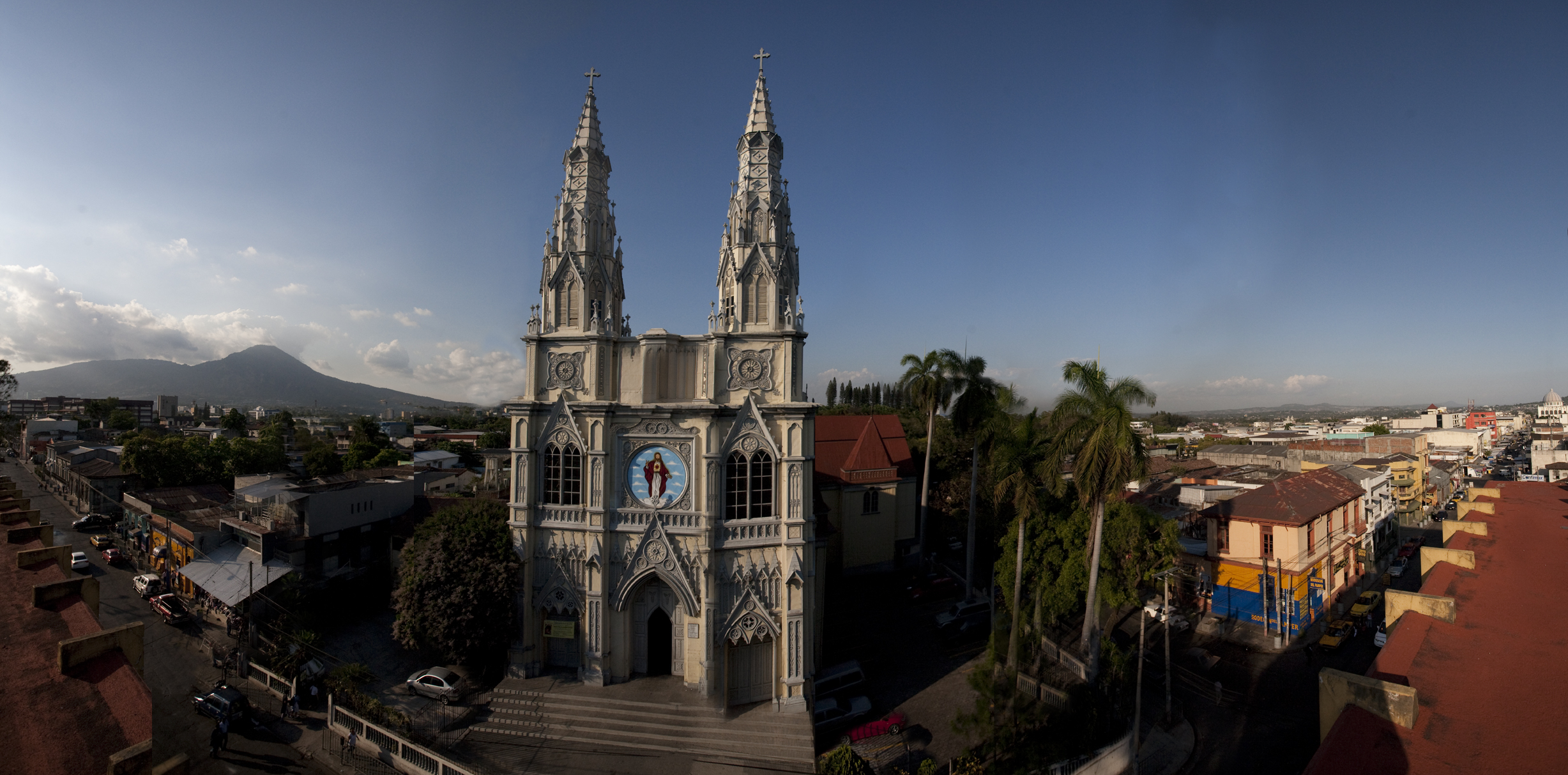
Basilica Sagrado Corazon de Jesus

In età precolombiana il Paese fu abitato prima dai Maya, poi dai Pipil, una popolazione tolteca. Quest'ultimi si stabilirono nell'area all'incirca nell'anno 1000, scegliendo la città di Cuscatlán come capitale.
La colonizzazione europea del territorio iniziò nel 1524 con una spedizione spagnola capeggiata da Pedro de Alvarado. Egli, venendo dal Guatemala, sbaragliò i Pipil e ne invase la capitale: il fratello Diego fondò San Salvador, l'attuale capitale dello Stato, intitolata all'episodio della trasfigurazione di Gesù.

### Il XIX secolo e l'indipendenza

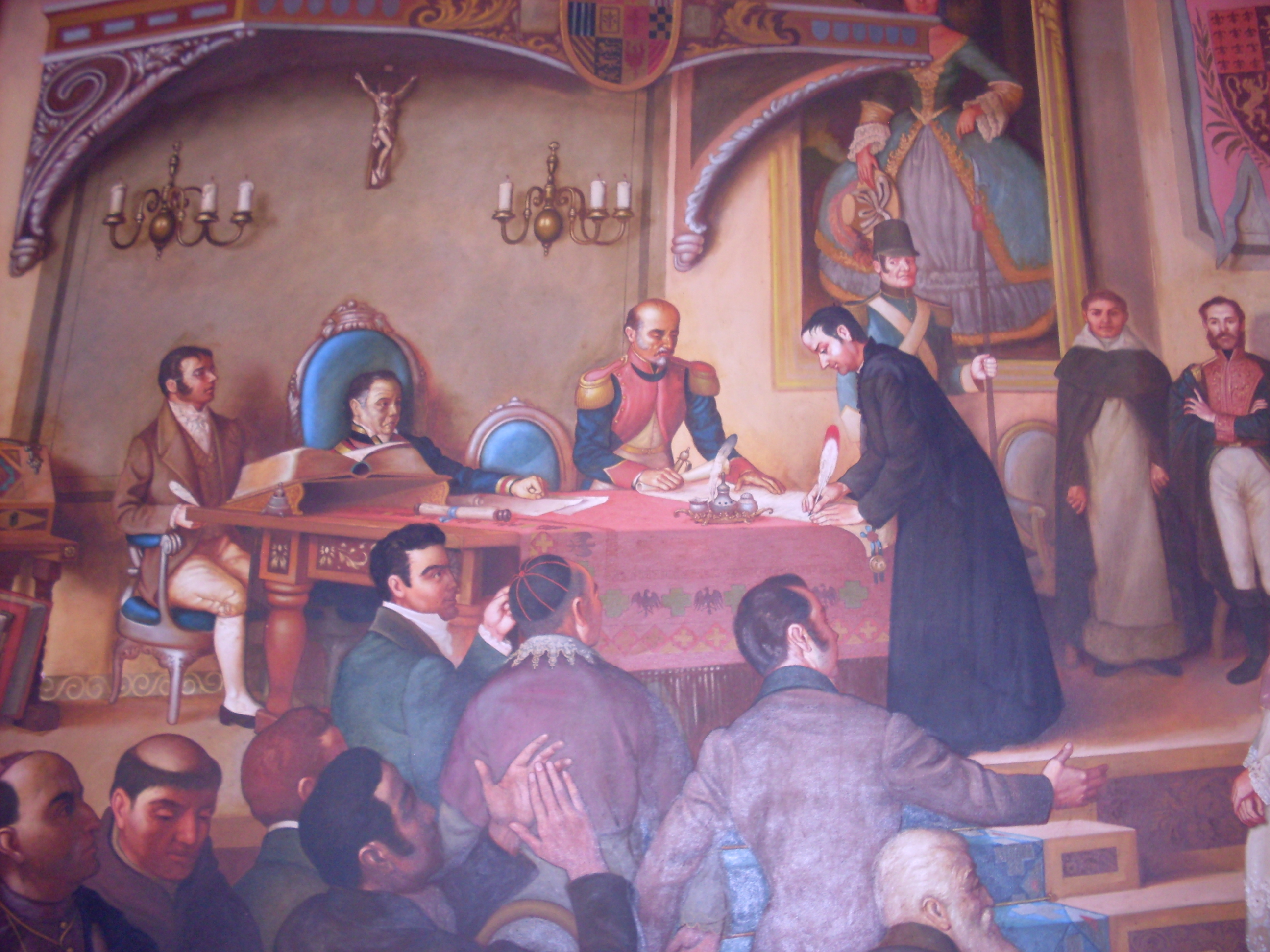
José Matías Delgado y de León era un prete e medico salvadoregno come il padre della patria salvadoregna. Fu un leader di spicco nel movimento per l'indipendenza di El Salvador dall'impero spagnolo.

Posto sotto il dominio spagnolo e amministrativamente dipendente dalla Capitaneria generale del Guatemala, nel 1811 cominciarono i moti patriottici, organizzati dalla popolazione creola. Il Guatemala divenne indipendente dieci anni dopo annettendo El Salvador, ma fu a sua volta annesso dal Messico l'anno dopo. Entrato nell'organizzazione regionale centroamericana delle Province Unite dell'America Centrale, El Salvador divenne una repubblica indipendente nel 1841. La fine del XIX secolo vide diversi tentativi fallimentari di riunire l'America centrale sotto l'egida di un'organizzazione politica sovranazionale che racchiudesse tutti gli Stati della regione, ma frazionamenti e disaccordi resero inevitabile la divisione della zona.

### Il XX secolo e la guerra civile

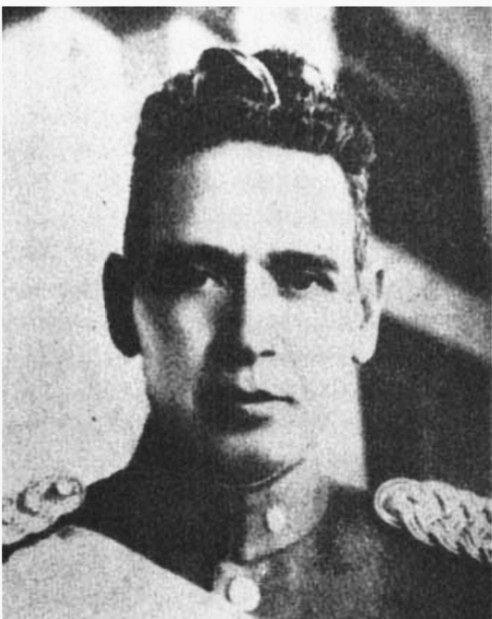
Generale Maximiliano Hernández Martínez.

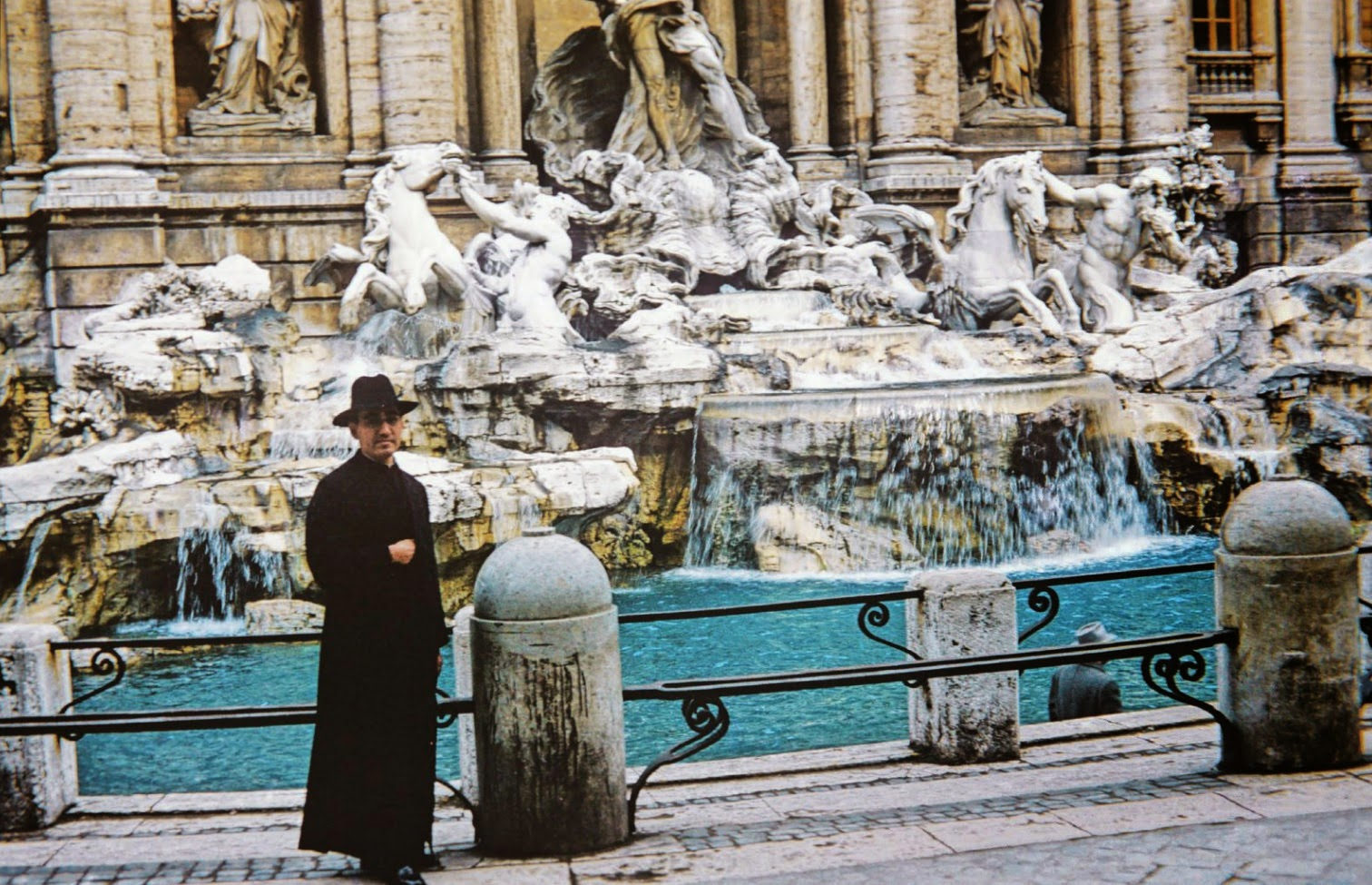
Monsignor Óscar Romero, arcivescovo di San Salvador. Il suo assassinio è considerato l'inizio simbolico della guerra civile.

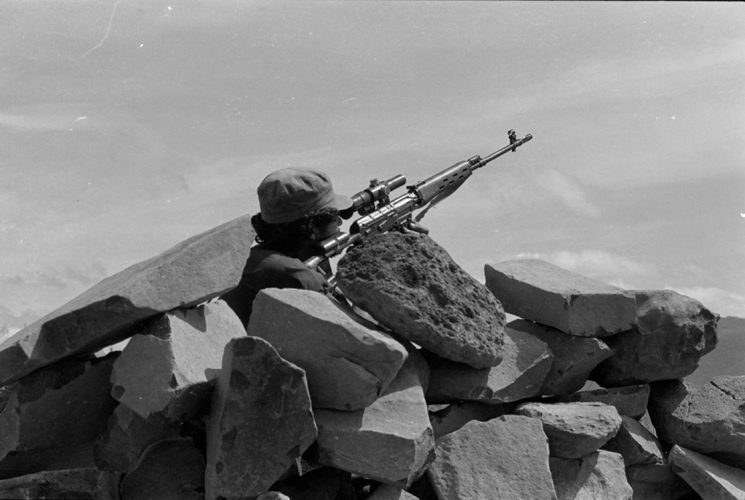
Combattimenti a Perquín, nell'Est della nazione, nel marzo 1985. La regione orientale di El Salvador fu quella più insanguinata dalla guerra civile.

La situazione politica interna cambiò radicalmente quando nel 1931 il potere fu preso dal generale Maximiliano Hernández Martínez, la cui dittatura si schierò con le potenze dell'Asse. Tuttavia l'attacco giapponese di Pearl Harbor modificò la rotta, ponendo il dittatore vicino agli Stati Uniti d'America. È da ricordare che nel 1932 ebbe luogo il massacro di contadini salvadoregni, noto come La Matanza. Il controllo del generale cominciò a vacillare nel 1939, quando fu avviato il processo di industrializzazione: gli squilibri e le agitazioni sociali che ne derivarono costrinsero Martínez all'abbandono della scena, nel 1944. Gli succedettero il generale Salvador Castaneda Castro l'anno dopo e Óscar Osorio nel 1948. Quest'ultimo fu eletto alla carica di Presidente della Repubblica nel 1950; nonostante la sua elezione democratica e il suo cauto programma di riforme, gestì in maniera dittatoriale il Paese. Lasciò la guida nel 1956 a José María Lemus, rovesciato nel 1960 da un colpo di Stato che favorì la formazione di una giunta militare.
Le gravi questioni interne diventarono sempre più preoccupanti e complesse, tanto da provocare una reazione politica con la formazione di un partito di opposizione; il candidato sostenuto fu José Napoleón Duarte, democristiano. Questa situazione già instabile e pericolosa, si fece decisamente tragica dopo le elezioni tenutesi nel 1972, che portarono al governo il candidato governativo scelto dai militari, il colonnello Arturo Armando Molina: la violenta contestazione dei risultati elettorali da parte dell'opposizione si espresse nel tentativo di un colpo di Stato, spezzato e represso dall'esercito. Cinque anni dopo fu eletto nuovamente il candidato governativo, stavolta il generale Carlos Humberto Romero, il quale con il suo frequente uso della forza e della repressione mosse verso la lotta armata gli oppositori, che lo destituirono nell'ottobre 1979 con un altro colpo di Stato, questa volta riuscito. La nuova giunta formatasi fu mista, poiché formata da militari e civili, tra i quali, mediante concessioni e garanzie, cominciò finalmente il dialogo.
Questo fu però interrotto pochi giorni dopo la destituzione di Romero, il 18 ottobre, in seguito a una strage commessa dall'esercito nell'atto di disperdere una folta folla di manifestanti. I civili abbandonarono la giunta meno alcuni democristiani, con a capo José Napoleón Duarte, che tenne in piedi la giunta stessa con i militari. L'opposizione si riunì nel Fronte democratico rivoluzionario, mentre il 12 dicembre 1980 Duarte divenne presidente. Le questioni interne si fecero sempre più gravi e il presidente chiese aiuto agli Stati Uniti, ottenendo il sostegno dell'allora presidente Ronald Reagan, che incitò Guatemala e Honduras a lottare contro i gruppi comunisti.
Iniziò dunque una guerra civile, che fino al 1992 vedrà contrapposti da una parte il Fronte Farabundo Martí per la Liberazione Nazionale (FMLN), e dall'altra governi conservatori e giunte militari, appoggiati dagli Stati Uniti. Militari e squadroni della morte procedettero all'eliminazione fisica dei dissidenti: alla fine si conteranno oltre 8 000 desaparecidos. Non vennero risparmiati oppositori pacifici e membri del clero: oltre all'arcivescovo di San Salvador, Óscar Romero, ad esempio nel dicembre 1980 vennero uccise quattro suore statunitensi, e nel novembre 1989 sei gesuiti dell'Università Centroamericana (Universidad Centroamericana).
L'opposizione chiese nel 1982 la pacificazione e la formazione di un'assemblea costituente, e sia la Chiesa sia l'ONU appoggiarono queste richieste, ma gli Stati Uniti si opposero fermamente alla normalizzazione in questo senso sostenendo Duarte. La situazione peggiorò ulteriormente con la vittoria alle elezioni del 1982, boicottate dalla sinistra, del maggiore Roberto D'Aubuisson, di estrema destra. Il 13 marzo del 1983 la presidente della Commissione dei diritti umani, Marianella García Villas, venne catturata dalle forze armate, torturata e assassinata. La Villas si trovava in un'area di conflitto, dove si era recata per documentare l'uso di armi chimiche da parte dell'esercito. Il brutale assassinio sconvolse l'opinione pubblica internazionale, mettendo in luce la grave situazione del Paese centroamericano.
Le mediazioni della Chiesa fallirono e gli Stati Uniti entrarono in modo frequente e visibile nelle questioni interne di El Salvador, favorendo il ritorno alla presidenza di Duarte nel 1984. Duarte comprese l'indispensabilità del dialogo con la guerriglia, e i colloqui ripresero con un importantissimo incontro a La Palma tra il primo ministro e l'opposizione. La destra bloccò tutto in Parlamento. Quattro anni dopo la situazione precipitò quando vinse le elezioni amministrative D'Aubuisson, tra l'altro accusato dell'omicidio dell'arcivescovo Óscar Romero, e in più Duarte fu costretto a recarsi negli Stati Uniti per delle cure per le sue precarie condizioni di salute, lasciando così i poteri.
La Democrazia Cristiana andò in crisi e lasciò libero spazio al partito di D'Aubuisson, l'ARENA, che si aggiudicò la vittoria col suo nuovo candidato Alfredo Cristiani. Egli si dimostrò inaspettatamente conciliante, furono avviati per l'ennesima volta dei negoziati, che però vennero ancora una volta interrotti a causa dell'uccisione di alcuni sindacalisti, da parte di militanti della destra estrema. In seguito a ciò, la guerriglia scatenò una terribile offensiva.
Le trattative ricominciarono a Ginevra nel 1990 e l'anno dopo fu finalmente ammessa anche l'opposizione alle elezioni presidenziali. Vinse Cristiani, il quale continuò sulla strada del dialogo, anche perché il Paese era stremato da un conflitto civile che era costato almeno 80 000 vite umane. Il 16 gennaio 1992 terminò ufficialmente la guerra civile di El Salvador. L'anno dopo provocò aspre polemiche la completa amnistia data ai membri dell'ARENA che durante il conflitto interno avevano commesso atrocità e abusi.

### Il XXI secolo

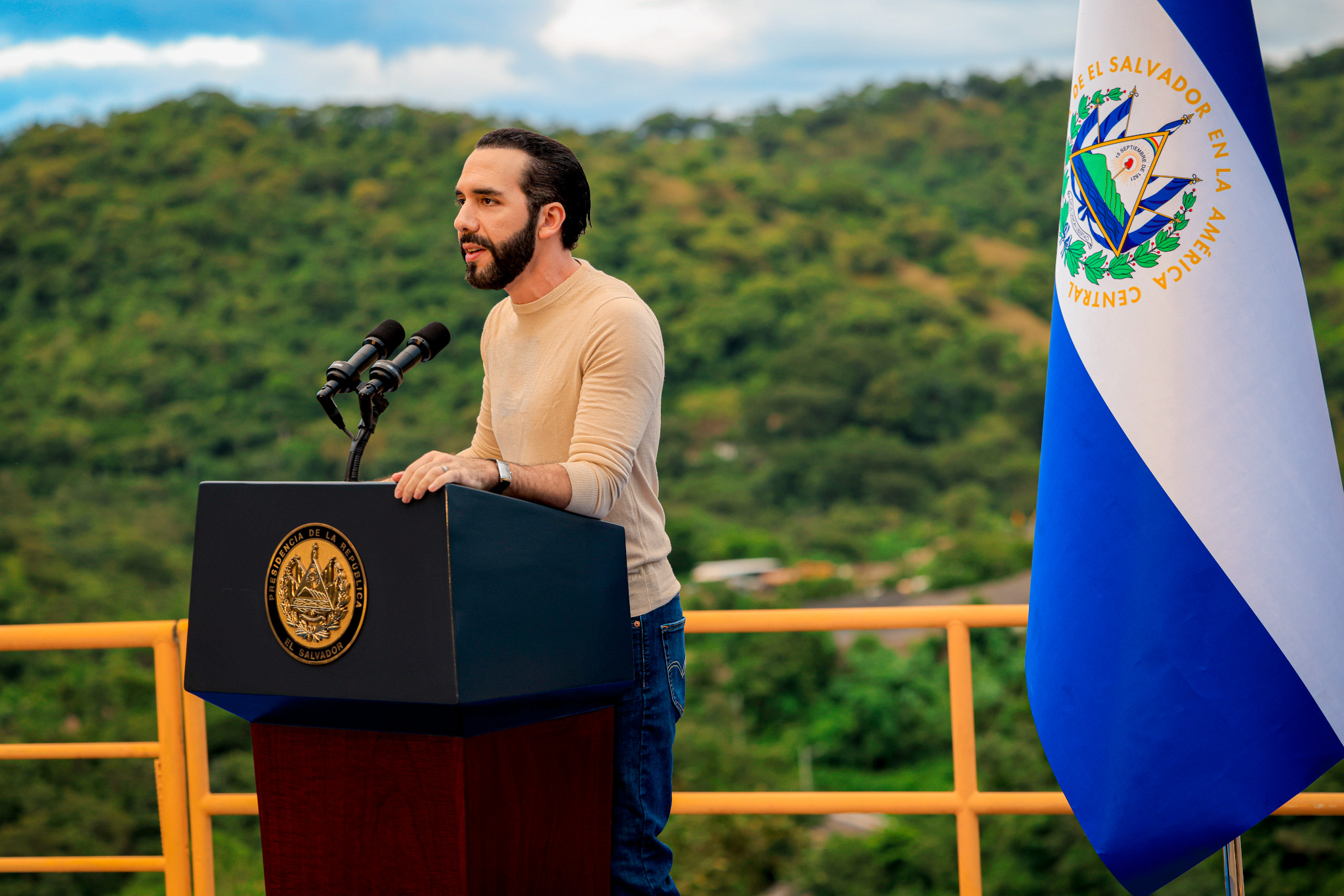
Nayib Bukele

Dopo la guerra civile il partito dell'ARENA è sempre uscito vincitore alle urne e così è stato anche alle elezioni tenutesi nel 2004 che hanno decretato la vittoria netta del candidato Antonio Saca. Nel 2001 il Paese fu scosso da due devastanti terremoti, che provocarono oltre 1 200 morti e danni in tutto il territorio nazionale. Le elezioni, tenutesi il 18 gennaio 2009, hanno visto vincitore il partito FMLN con il 47% dei voti. Il partito ARENA ha ricevuto il 43%. Il PDC, sicuro di un buon risultato, ha ricevuto il 6% dei voti.
Le elezioni del 16 marzo 2009 hanno consacrato la vittoria con il 51,3% di Mauricio Funes del partito FMLN, contro il 48,7% andato al candidato Rodrigo Ávila, rappresentante del partito conservatore di governo ARENA. Si tratta di un risultato storico che riporta la sinistra al potere dopo vent'anni di opposizione. Il FMLN ha conservato la guida dello Stato per altri 5 anni, eleggendo nel 2014 alla presidenza Salvador Sánchez Cerén.
Le presidenziali del 2019 hanno segnato una svolta importante nella storia di El Salvador, con la vittoria di Nayib Bukele, ex sindaco di San Salvador, il quale è riuscito a spezzare il lungo duopolio ARENA-FMLN.
Bukele ha avviato una radicale trasformazione dello Stato, sia introducendo il Bitcoin come valuta ufficiale, sia intraprendendo una guerra senza quartiere alle bande criminali, che dominavano di fatto il paese: se da una parte è riuscito a debellare numerose bande, dall'altra i metodi usati lo hanno fatto accusare di eccessivo autoritarismo.

## Geografia
El Salvador si trova nell'emisfero boreale tra il tredicesimo e il quattordicesimo parallelo, la punta estrema del confine ovest con il Guatemala è attraversata dal novantesimo meridiano, che con l'ottantasettesimo comprende l'intero Stato. È il Paese più piccolo dell'America centrale: la superficie totale è di 21 040 km quadrati. Inoltre, è uno dei più meridionali della regione centroamericana.

### Morfologia

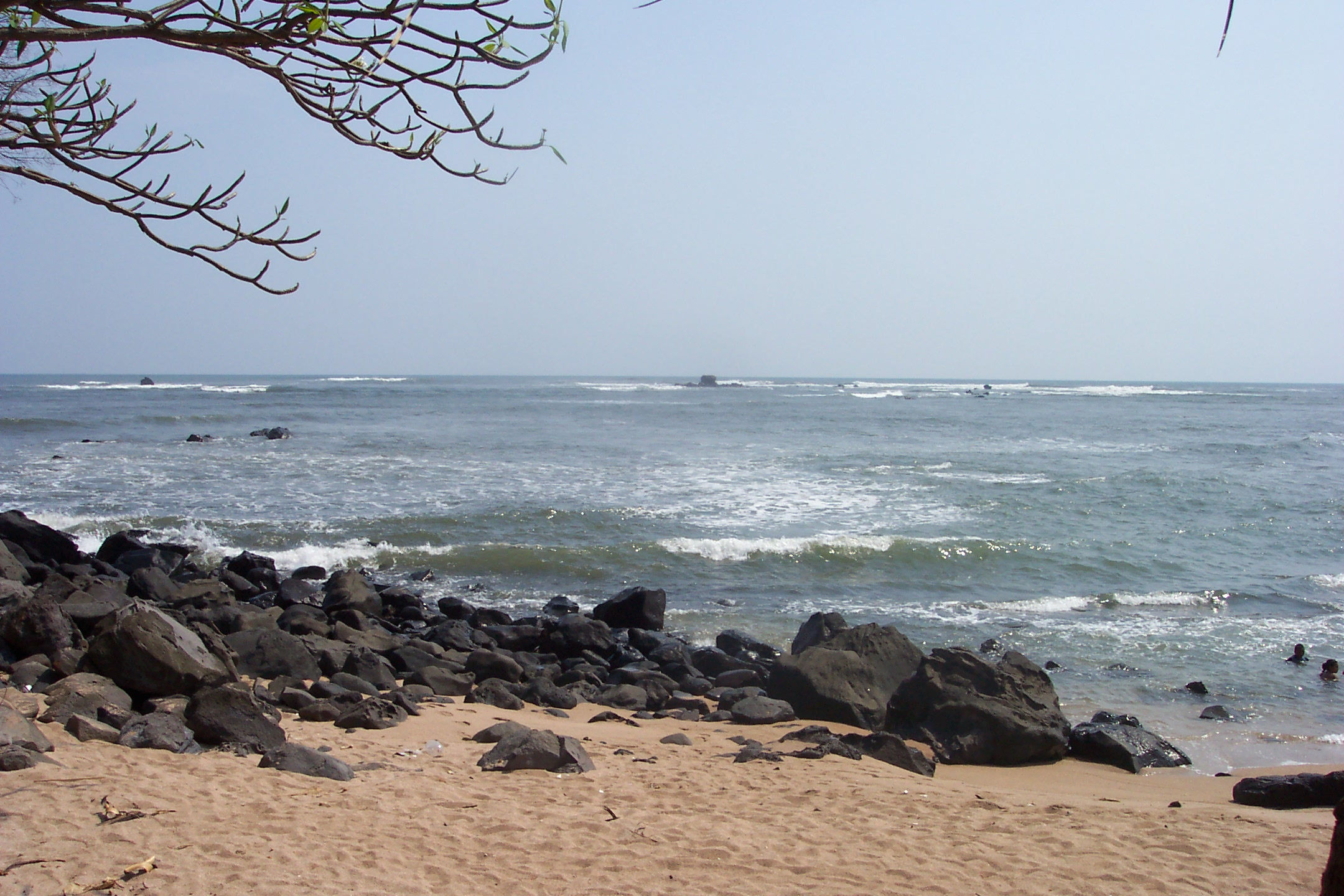
La spiaggia di Los Cóbanos, in El Salvador

I paesaggi montuosi occupano un ruolo importante della morfologia del territorio, che comprende un altopiano vulcanico e due catene vulcaniche, che si estendono da est verso ovest separate dal fiume Lempa. Questo corso d'acqua sbocca con una foce a delta nell'oceano Pacifico. I laghi sono quattro, in ordine di grandezza: l'Ilopango, il Ghiaia, il Coatepeque e l'Olomega. Le pianure, di forma stretta, si trovano in prossimità dei litorali e sono coperte da foreste.

La zona degli altopiani è fertile, ed è molto ben coltivata; invece le coste presentano molte lagune.

### Idrografia
Il fiume Lempa è il padre di El Salvador. Anche se nasce in Guatemala, dei suoi 422 km di lunghezza, 260 percorrono El Salvador. Il Lempa si inserisce in Salvador dal Dipartimento di Chalatenango, attraversa la Sierra nord e taglia in due la terra salvadoregna, separando le due catene montuose di tipo vulcanico. Costituisce la frontiera con l'Honduras, quindi si orienta a sud e sfocia nell'oceano Pacifico, tra i dipartimenti di San Vicente e Usulutan. 
Il Lempa è navigabile per molti chilometri ed è un fiume intensamente sfruttato; diverse dighe lungo il suo percorso consentono l'irrigazione e la produzione di rilevanti quantità di energia idroelettrica. A sud del suo bacino, si è sviluppata la coltivazione di agave sisalana, pianta utile alla fabbricazione di corde, spago, cappelli e tappeti e altri manufatti. 
Le attività industriali e agricole nel bacino del Lempa ne hanno però fortemente inquinate le acque, ormai per gran parte non potabili, a causa dell'uso massiccio di prodotti chimici di sintesi.
Gli altri fiumi in El Salvador sono brevi, veloci e spettacolari, particolarmente quelli che scorrono direttamente verso il Pacifico. 
Altri fiumi importanti in El Salvador sono il Goascorán, sul confine con l'Honduras e il Rio Grande de San Miguel, che raccoglie l'acqua da est.
Il territorio salvadoregno contiene una quantità di piccoli laghi vulcanici, che occupano l'interno di antichi crateri. I più importanti sono:
- Ilopango (72 km²), il più grande del Paese
- Olomeca (24,2 km²)
- Coatepeque (24 km²)
- Güija (45 km²) in comune con il Guatemala[6]

### Clima
Sulle montagne il clima è temperato, ma in prossimità di minori altitudini diventa umido e le temperature divengono più elevate. Le precipitazioni arrivano presso i rilievi ai 2 400 mm annui, ma nella parte nord occidentale non superano i 1 400 mm.

## Società
L'ultimo dato ufficiale sulla popolazione salvadoregna risale al 2002, e conta 6 470 379 abitanti, ma la stima del 2007 è più vicina ai sette milioni, segno di una veloce crescita demografica. El Salvador è lo Stato più piccolo dell'America centrale, ma è anche quello con la più alta densità di popolazione, 307,5 abitanti per chilometro quadrato. Come già scritto, l'incremento demografico è notevole e ha un valore del 20,5%, che è il risultato di una bassa mortalità, del 5,6%, e di un'alta natalità, del 26,1%. Tuttavia questo incremento è in fase di calo. L'analfabetismo è al 21,3% e la mortalità infantile al 23%; entrambi questi dati stanno migliorando notevolmente, ma sono ancora drammatici, tanti sono ancora i progressi da fare per alfabetizzare e per migliorare la difficile situazione sanitaria. Aumenta invece la durata media della vita, discreta, che sfiora i 72 anni. I salvadoregni sono un popolo alquanto giovane, più del 35% ha un'età inferiore ai 15 anni. La distribuzione sul territorio è omogenea e vede una più alta concentrazione nella capitale e dintorni. La popolazione rurale prevale di pochissimo su quella urbana, campagne e città hanno praticamente lo stesso numero di abitanti.

### Etnie
Le etnie sul territorio sono:
- Meticci (mestizos) 86,3%[7]
- Europei 12,7%
- Nativi americani 0,1%
- Neri 0,1%
- Altre 2,8%

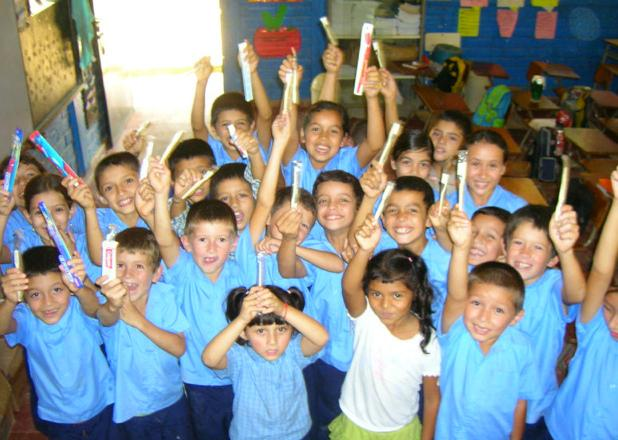
Bambini della scuola salvadoregna

La popolazione salvadoregna è composta in larga maggioranza da mestizos, decisamente più ridotto il numero di bianchi di origine europea. Da segnalare la presenza di una comunità di origine palestinese che, per quanto esigua in termini numerici, esercita una notevole influenza sulla vita economica e politica del Paese, annoverando anche due presidenti della repubblica, Antonio Saca e l'attuale capo dello Stato Nayib Bukele.

### Religione
Storicamente El Salvador è un Paese a maggioranza cattolica, anche se dal 1960 sono in aumento gli evangelici e allo stesso tempo in forte diminuzione i cattolici, che se nel 1987 erano ancora il 67% della popolazione, nel 2013 rappresentavano circa solo la metà dell'intera popolazione, con i protestanti saliti al 34%.
- Cattolici 50%
- Evangelici 33%
- Nessuna religione 14%
- Musulmani 1%
- Altre religioni 2%

### Lingue
La lingua ufficiale della Repubblica di El Salvador è lo spagnolo.

### Salute
Le leggi sull'aborto in El Salvador sono tra le più restrittive al mondo dal 1997. Le donne che abortiscono sono quindi passibili di pene detentive fino a 40 anni. Anche lo stupro o altre complicazioni mediche non sono più validi agli occhi della legge: le donne in questa posizione sono, in tutti i casi, condannate per omicidio. Dall'ottobre 2016 è allo studio un progetto di legalizzazione parziale dell'aborto (in caso di stupro o pericolo per la vita della madre), ma è stato bloccato dai partiti di destra.

## Ordinamento dello Stato

### Suddivisione amministrativa
El Salvador è suddiviso in 14 dipartimenti (departamentos) e 261 comuni (municipios) a loro volta suddivisi in cantoni (cantones).

Dipartimenti

- Ahuachapán
- Cabañas
- Chalatenango
- Cuscatlán
- La Libertad
- La Paz
- La Unión
- Morazán
- San Miguel
- San Salvador
- San Vicente
- Santa Ana
- Sonsonate
- Usulután

### Città principali
I centri di più grande rilievo sono la capitale San Salvador, con 1 300 000 abitanti nel 2004, poi Santa Tecla (Nueva San Salvador), Santa Ana e San Miguel. Numerosi, poco popolati e modestamente estesi gli altri centri urbani. Importanti i porti di Acajutla e Puerto Cutuco, che si trova sul golfo di Fonseca, a brevissima distanza dall'Honduras.

### Istituzioni
L'attuale costituzione è stata messa in vigore il 15 dicembre 1983, e stabilisce come forma di governo la repubblica presidenziale. Il capo dello Stato è anche guida dell'esecutivo, il suo mandato ha una durata di cinque anni e viene deciso con elezioni a suffragio universale. Il potere legislativo è detenuto dall'Assemblea Nazionale, parlamento con 84 deputati.

L'attuale presidente è Nayib Bukele.

#### Università
La più grande e antica università di El Salvador è l'Università di El Salvador, fondata nel 1841.

## Politica

### Politica interna
Politicamente instabile, El Salvador per lungo tempo ha dovuto attraversare dei periodi difficilissimi dal punto di vista istituzionale. La sua storia complessa e intricata è stata segnata molto dall'instabilità politica, condizione comune a tutta l'America centrale, tormentata da problemi di questo tipo per decenni, e talvolta ancora alle prese con crisi interne. Il solito scenario di dittature e colpi di stato ha ovviamente reso aggressivo l'assetto politico del paese, che dopo la fine del regime militare nel 1979 è stato governato dalla Democrazia Cristiana di Duarte o dall'ARENA, l'Alleanza repubblicana nazionalista, fondata da Roberto D'Aubuisson.
La moderata e filostatunitense formazione di Duarte si è dimostrata fragile, debole, soggetta a scissioni dopo il ritiro dello stesso Duarte.
L'ARENA è invece un partito di estrema destra, che durante la guerra civile salvadoregna ha attuato una completa chiusura verso l'opposizione, con metodi violenti e repressivi. Lo stesso D'Aubuisson è un personaggio oscuro, visto il numero imprecisato di crimini dei quali si è macchiato con gli anni. Con Alfredo Cristiani l'ARENA ha finalmente aperto il dialogo con gli attivisti dell'opposizione, dialogo che ha portato alla fine del conflitto interno. Ancora oggi l'ARENA è al centro di alcuni gravissimi scandali, che spesso hanno coinvolto anche gli Stati Uniti.
La Democrazia cristiana ha governato dal 1980 al 1982, dal 1984 al 1989. L'ARENA ha governato dal 1982 al 1984, e dal 1989 è sempre stata ininterrottamente alla guida del paese, nonostante molte accuse di brogli siano state avanzate dopo le elezioni che hanno confermato il partito fondato da D'Aubuisson. L'ex premier Saca quindi appartiene all'ARENA. L'opposizione è stata rappresentata durante la guerra civile dal Fronte Farabundo Martí per la Liberazione Nazionale, FMLN, diventato un partito dopo la fine delle ostilità.
L'ex governo della repressione ha dimenticato in modo straordinariamente veloce il suo passato, emanando nel 1993, un anno dopo la fine del conflitto, un'amnistia generale per tutti i membri del partito che avevano commesso gravi reati durante la guerra civile: questo suscitò un profondo sdegno presso la comunità internazionale. Le elezioni del 2004 hanno dato luogo a sospetti più che consistenti di irregolarità. Numerose le segnalazioni di persone pagate per votare ARENA, mentre i dipendenti di alcune imprese private non hanno potuto votare perché i loro datori di lavoro hanno ritirato i loro documenti di identità, senza i quali è impossibile accedere alle urne. Molti salvadoregni residenti nei paesi vicini sono stati fatti affluire con l'istruzione di votare il partito di estrema destra, dopo che erano stati ricompensati con denaro e avevano ricevuto documenti di identità falsi, con i quali sono riusciti a votare benché non potessero farlo. Questo spiegherebbe l'affluenza alle urne insolitamente alta, nonché nettamente superiore rispetto alle consultazioni degli anni precedenti. Il candidato del governo era Antonio Saca, che ne uscì vincitore. Il suo mandato è scaduto nel 2009.
Polemiche sono state suscitate da un probabile coinvolgimento degli Stati Uniti, che dal 1992 hanno sempre appoggiato l'ARENA e influenzato gli elettori salvadoregni, dichiarando più volte che non avrebbero mai permesso l'ascesa al potere di una formazione di sinistra. Gli Stati Uniti per lungo tempo hanno impedito in tutti i modi la vittoria di un altro partito che non fosse l'ARENA.
Una svolta storica nella politica salvadoregna sono state le elezioni presidenziali del 2009, che hanno portato alla presidenza il FMLN di Mauricio Funes, dopo un trentennio ininterrotto di governi di destra. La sinistra si è confermata al potere nel 2014 con l'elezione alla presidenza di Salvador Sánchez Cerén.
Le presidenziali del 2019 hanno segnato una svolta ulteriore nella storia di El Salvador, con la vittoria di Nayib Bukele, ex sindaco di San Salvador, il quale è riuscito a spezzare il duopolio ARENA-FMLN.

### Politica estera
Per lungo tempo El Salvador è stata una delle poche nazioni del mondo a riconoscere l'indipendenza della Repubblica di Cina, nota come Taiwan, intrattenendo rapporti diplomatici ufficiali. Solo dal 2018 il governo salvadoregno riconosce la Repubblica popolare cinese come unica e legittima Cina.
Nel 2011 El Salvador ha riconosciuto lo Stato di Palestina, il quale ha una propria ambasciata a San Salvador.

## Economia

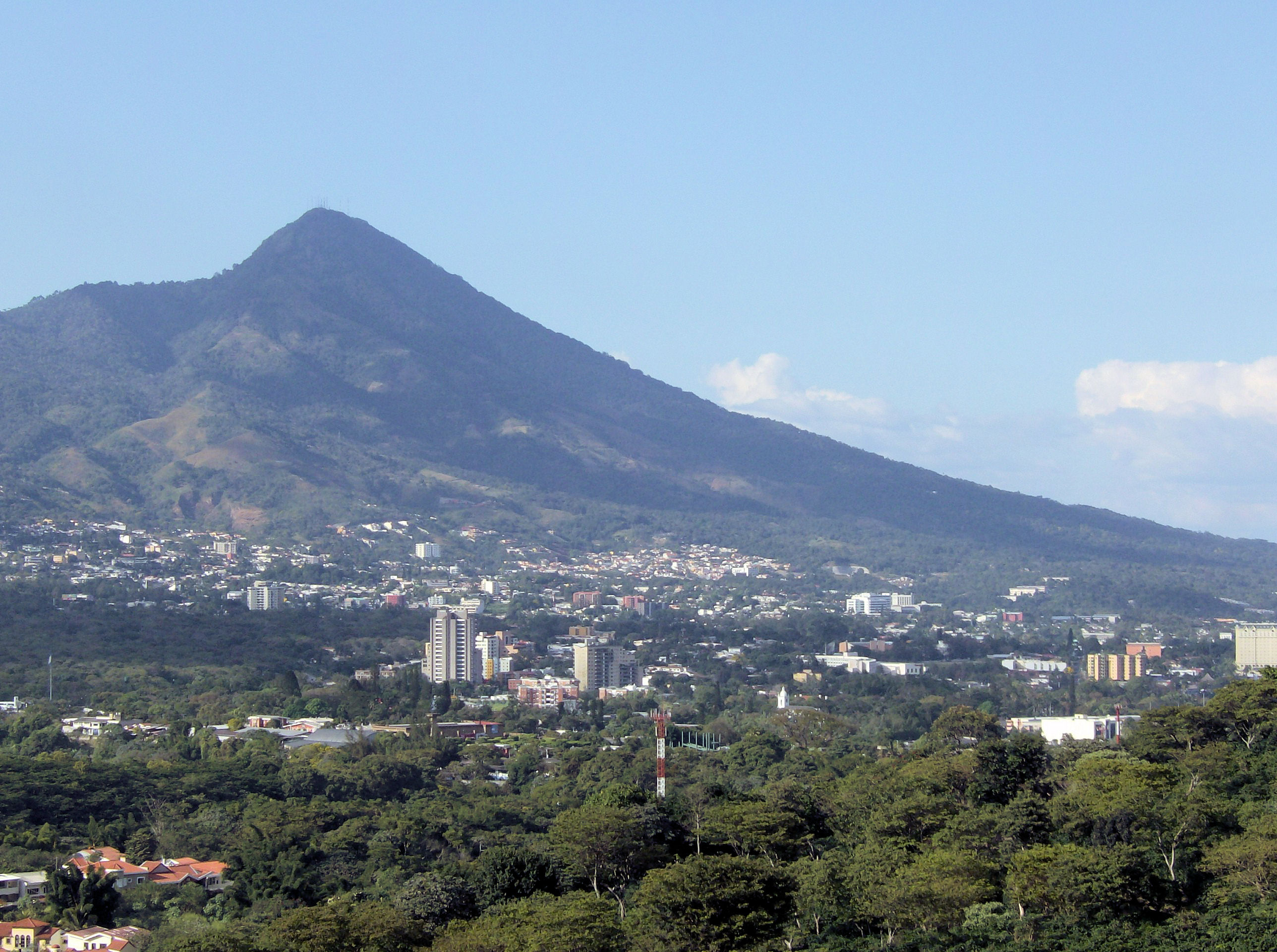
La parte nord di San Salvador

Fino alla fine degli anni trenta del XX secolo, l'apparato economico si basava quasi solamente sulla monocoltura del caffè, le cui piantagioni erano controllate da poche famiglie; nel 1939 il dittatore Maximiliano Hernández Martínez incominciò l'industrializzazione del Paese, per diversificarne l'economia e aprire una nuova fase che facesse poggiare la ricchezza del Paese anche sul settore secondario. Tuttavia, questo processo fallì, perché la creazione delle industrie aprì nuovi problemi e squilibri di carattere sociale, agitando il popolo. Le conseguenze furono di portata talmente vasta che portarono addirittura alle dimissioni Martínez.
La guerra civile compromise ulteriormente l'economia, mettendola praticamente in ginocchio: attualmente essa si basa sull'agricoltura e sul commercio.

### Agricoltura
La struttura dell'agricoltura si basa su fiorenti piantagioni di caffè, cotone, canna da zucchero, che rappresentano le principali produzioni. La maggior parte delle terre è concentrata nelle mani di pochi latifondisti, caratteristica presente da molto tempo in agricoltura: questo settore per molti anni ha rivestito e riveste ancora oggi un ruolo fondamentale per lo sviluppo.

### Industria
L'industria, che è sempre stata di strette dimensioni, ha subito dai conflitti interni danni notevoli, e tutt'oggi non è molto diffusa. Gli stabilimenti presenti si occupano della trasformazione dei prodotti agricoli, salvo i complessi farmaceutici e calzaturieri, la raffinazione del petrolio e la petrolchimica. Il sottosuolo è alquanto povero, petrolio e gas naturale mancano completamente e si estraggono solo limitate quantità di oro e di argento.

### Commercio
Il commercio estero è vivace ma deficitario, quindi la bilancia commerciale è in passivo. Dunque le importazioni superano le esportazioni; le prime riguardano petrolio, macchinari e prodotti chimici, le vendite consistono in prodotti agricoli e ittici, specie crostacei, e prodotti farmaceutici. Le maggiori relazioni commerciali vengono intrattenute con gli Stati Uniti e il Guatemala.
El Salvador è più ricco e sviluppato dei vicini Guatemala, Honduras e Nicaragua, ma la strada da percorrere per raggiungere un buon livello di sviluppo è ancora lunga, ancora oggi ci sono dei dubbi sul futuro, che resta in parte ancora incerto. Nel 2006 il PIL pro capite ha fatto registrare un'ottima crescita, attestandosi a 5 515 dollari contro i 4 518 del precedente anno, anche l'indice di sviluppo umano, misuratore della qualità della vita, è in aumento. La crescita economica, che prima soffriva di un'eccessiva lentezza, è salita progressivamente nell'ultimo triennio, passando dall'1,9% del 2003 al 4,2% del 2006, in continua ascesa se si eccettua una lieve flessione negativa nel 2004. Ma il sistema economico rimane mediocre e sia il PIL che l'Indice di Sviluppo Umano, nonostante questi progressi, restano comunque a livelli di certo non ottimi. A contrastare tale crescita vi sono i numerosi problemi che lo Stato deve affrontare: il tasso di criminalità più alto dell'America centrale, l'analfabetismo al 21,3%, la mortalità infantile al 23% e la speranza di vita poco superiore ai settant'anni. Anche questi dati, soprattutto la mortalità infantile, stanno migliorando, ma riflettono un contesto sanitario ancora oggi problematico. L'enorme debito estero ha raggiunto e superato nel 2006 gli otto miliardi, segnando un preoccupante aumento rispetto all'anno precedente, quando ammontava a poco meno di cinque miliardi. Si può migliorare ulteriormente l'economia anzitutto potenziando il sistema industriale, poi aumentando le esportazioni, migliorando le condizioni di vita degli agricoltori, magari ridimensionando il latifondo per rendere più equo l'apparato agricolo. La disoccupazione, al 6%, è una delle più basse dell'America centrale e la tendenza degli ultimi anni sembra essere orientata ad un'ulteriore diminuzione, oltre quella già vista.

### Valuta
La valuta nazionale è il dollaro statunitense. Tra il 2021 e gennaio del 2025 ha avuto corso legale anche il Bitcoin, facendo di El Salvador il primo stato al mondo ad accettare la criptovaluta come moneta legale.

## Cultura

### Produzione letteraria
Tra i poeti salvadoregni che si sono distinti maggiormente, in particolare nel XX secolo, ricordiamo Roque Dalton (1935-1975), uno dei maggiori della letteratura latinoamericana.

### Musica

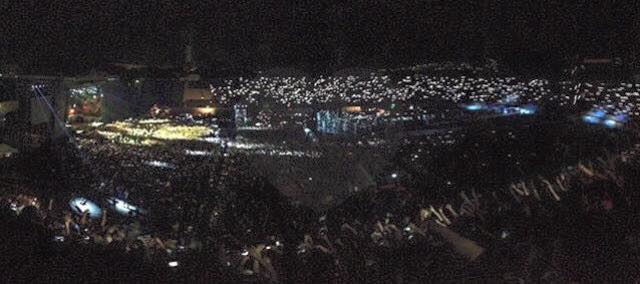
Panoramica dello Stadio Jorge "Mágico" González di San Salvador durante il concerto degli Iron Maiden, il più grande evento della storia di El Salvador

Nel contesto musicale tra gli artisti salvadoregni ricordiamo Álvaro Torres, considerato spesso ultimo romantico salvadoregno .
Il concerto sold out della band heavy metal britannica Iron Maiden, tenutosi il 6 marzo 2016 nel contesto del The Book of Souls World Tour allo Stadio Jorge "Mágico" González di San Salvador, è stato il più grande evento mai realizzato nella storia di El Salvador.

### Cinema
In ambito cinematografico nel 2011 il film documentario El lugar más pequeño della regista salvadoregna Tatiana Huezo Sánchez ha ottenuto numerosi riconoscimenti internazionali.

### Patrimoni dell'umanità
Il sito archeologico di Joya de Cerén è il primo sito di El Salvador iscritto, nel 1993, nella Lista dei patrimoni dell'umanità dell'UNESCO.

### Cucina
La cucina salvadoregna è rappresentata dalla pupusa, la cui variante più grande del mondo è stata realizzata l'8 novembre 2015 dall'Alcaldía di Olocuilta, entrando nel Guinness dei primati con un diametro di 4,50 m.

## Sport
La Nazionale di calcio di El Salvador ha ottenuto un secondo posto nel 1963 e nel 1981 nel campionato CONCACAF Gold Cup e ha come capocannoniere con ben 41 reti Mágico González.
Nel 2007, a Dubai, il salvadoregno Jorge Jiménez è diventato campione del mondo di tiro con l'arco composto . Inoltre nell'atletica leggera l'astista Natán Rivera ha vinto diverse medaglie d'oro, di cui quattro ai Campionati centroamericani

## Festività
- 15 settembre: Día de Independencia - Giorno dell'indipendenza dalla Spagna, nel 1821

## Galleria fotografica di siti in El Salvador

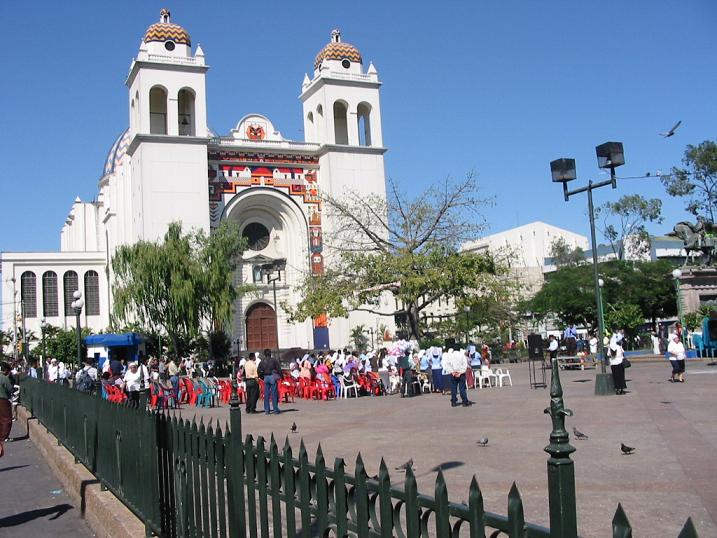
Cattedrale Metropolitana
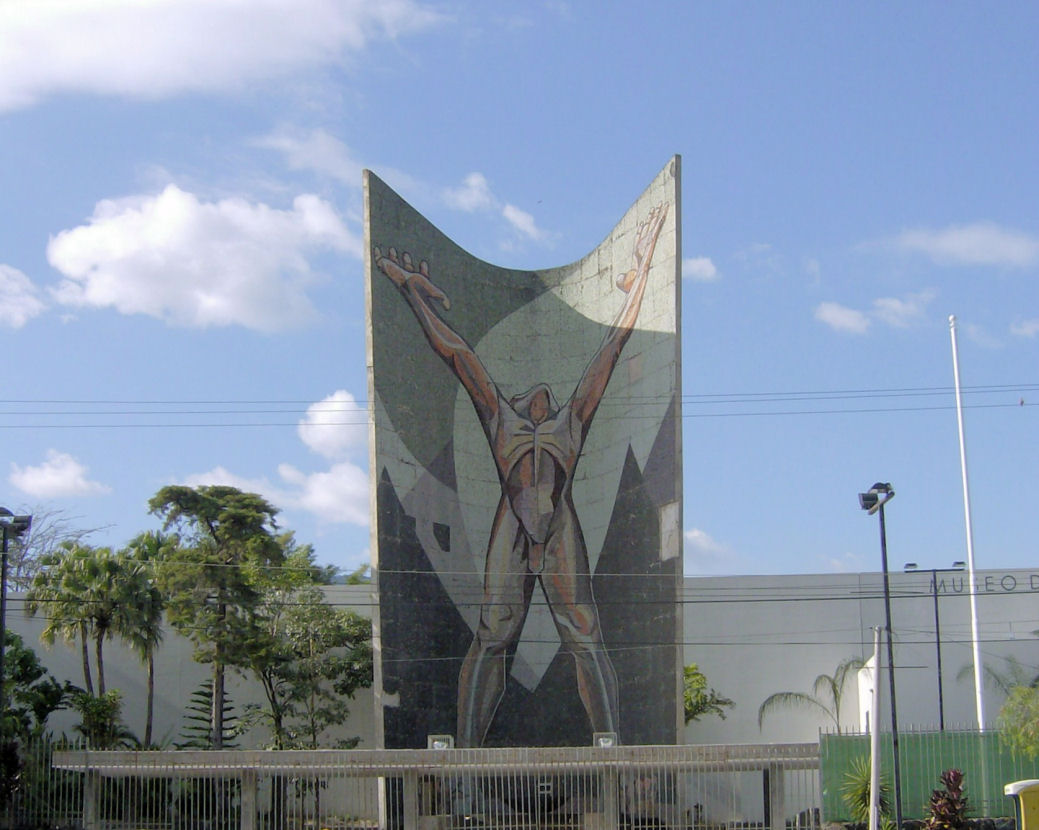
Monumento alla Rivoluzione